# Belisario (romanzo)
Belisario (Count Belisarius) è un romanzo storico di Robert Graves, pubblicato nel 1938, sulla vita del grande condottiero bizantino Belisario (500-565 d.C.). 

## Trama
L'opera si basa su fonti storiche, come i romanzi scritti da Graves sulla vita dell'Imperatore Claudio. L'autore fa largamente uso del celebre storico Procopio di Cesarea, autore della Istoria e della Storia segreta, per raccontare la vita privata, militare e pubblica del condottiero del VI secolo. Il romanzo è incentrato soprattutto sui rapporti di Belisario con l'Imperatore Giustiniano I, l'Imperatrice Teodora, sua protettrice e amica di sua moglie, Antonina. Il testo pretende essere la biografia scritta da Eugenius, un eunuco servitore della moglie Antonina.
Giustiniano è una figura forte, che compie tragicamente spesso errori di giudizio, uno scialacquatore, sebbene mosso da una genuina fede. L'imperatrice Teodora è estremamente intelligente: magistrale è la narrazione della sua ascesa al trono. Sono ben descritte le campagne di guerra effettuate da Belisario: la conquista dell'Africa settentrionale, con la campagna contro il regno dei Vandali; l'Italia, nelle campagne contro i Goti; le guerre in Oriente contro i Persiani. Vivide sono le descrizioni degli intrighi di corte, delle trame diplomatiche con il nemico, i complotti tra cortigiani, le gelosie tra gli stessi generali bizantini. Graves tratta con rispetto il generale descrivendo il suo rigido codice d'onore e di lealtà all'Imperatore. Svettano il temperamento equilibrato, la serenità, la magnanimità ma soprattutto l'intelligenza strategica di Belisario. A cui segue tuttavia la caduta in disgrazia di Belisario presso l'imperatore Giustiniano, che vede con sospetto la fama conseguita sul campo di battaglia dal suo condottiero. Accade però il suo insperato richiamo. La minaccia degli Avari, che avevano invaso l'Impero Romano d'Oriente e minacciavano la stessa capitale Costantinopoli, costringono Giustiniano a richiamarlo in servizio. E Belisario stravince.

## Edizioni
- Robert Graves, Belisario, traduzione di L. Nera, Collana Scrittori di tutto il mondo, Milano, Corbaccio, 1995,  p. 496, ISBN 978-88-7972-110-3.
- Belisario, n. 1267, La Gaja Scienza, Milano, TEA, 1997.
- Robert Graves, Belisario, traduzione di L. Nera, Longanesi, 2017, ISBN 978-88-3044-163-7.